# Вивільга оливковоголова
Вивільга оливковоголова (Oriolus melanotis) — вид співочих птахів родини вивільгових (Oriolidae).

## Поширення
Вид поширений на Малих Зондських островах. Мешкає у тропічних вологих лісах і мангрових лісах.

## Опис
Птах завдовжки до 25 см. Оперення оливково-зелене, темніше на крилах та спині. Дзьоб помаранчевий. Очі червонувато-коричневі. Ноги темно-сірі.

## Спосіб життя
Трапляється поодинці або парами, але іноді утворює невеликі групи після сезону розмноження. Цих птахів важко помітити серед листя через їх зелений колір. Сезон розмноження триває з жовтня по березень у сезон дощів. Чашкоподібне гніздо побудоване з трави, кори та коріння, і розташоване на дереві на висоті 5-15 метрів над землею. Самиця зазвичай відкладає 2 яйця.

## Підвиди
Включає два види:
- O. m. finschi Hartert, 1904: острови Ветар та Атауро;
- O. m. melanotis Bonaparte, 1850: острови Тимор, Роті і Семау.